# Aellopus Saxum
L'Aellopus Saxum è una struttura geologica della superficie di 101955 Bennu.